# Henrik Groth

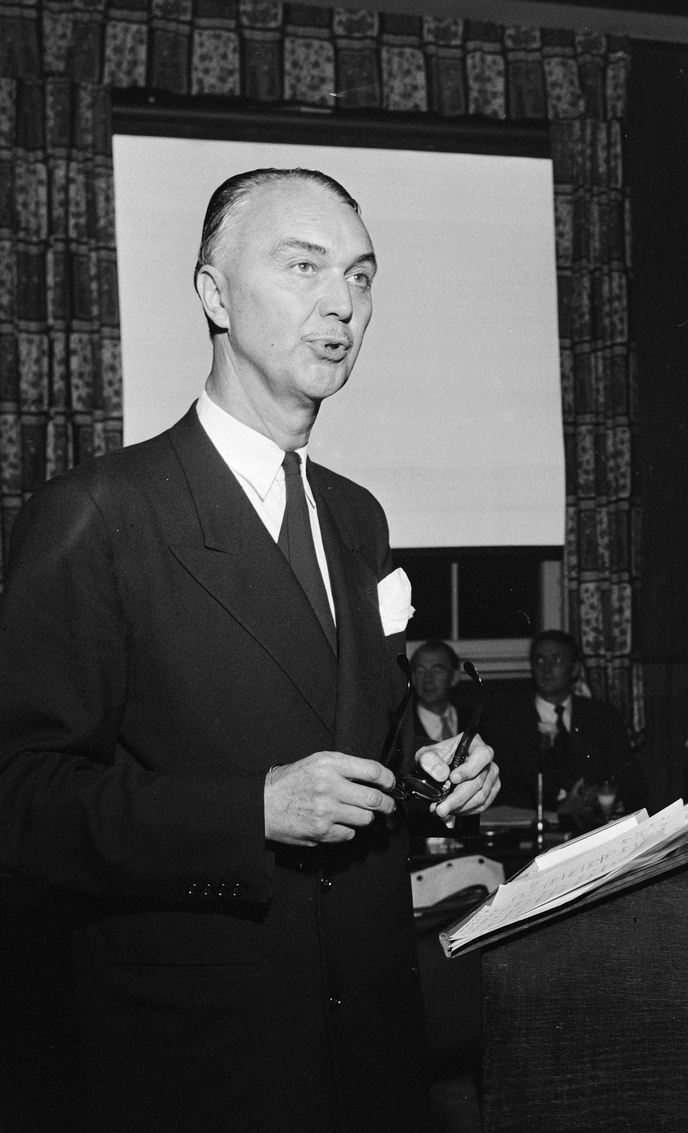
Henrik Groth

Henrik Johan Florentz Groth (* 11. Oktober 1903 in Christiania; † 10. August 1983 in Oslo) war ein norwegischer Verleger und Essayist. Er war Geschäftsführer des Verlages Cappelen (J.W. Cappelens Forlag) von 1947 bis 1973, und wird neben Harald Grieg als der führende norwegische Verleger im 20. Jahrhundert betrachtet. Er war Vorsitzender der Norwegischen Verlegergemeinschaft, Vorsitzender des Norwegischen Buchhändler-Verbandes und Vorsitzender der Vereinigung Norden. Als Essayist trat er für eine liberale, humanistische Weltsicht mit konservativen Elementen an.
Er war Sohn des Bankdirektors Halfdan Emil Groth (1874–1929) und Valborg Haagaas (1879–1960), und Neffe des Pädagogen Theodor Haagaas. Die Familie Groth stammt von Organist in Drammen Frederik Christian Groth ab, der um 1750 von Deutschland nach Norwegen einwanderte. Henrik Groth wurde 1929 mit Aasta Marie Jentoft (1900–1979), Tochter des Reeders Ove Daniel Jentoft, verheiratet.

## Ehrungen
Er erhielt 1977 den Fritt-Ord-Preis 1977 und 1980 den Literaturpreis des Riksmålsforbundet.

## Bibliographie
- Bokhandelen og publikum. Den norske bokhandlerforening, Oslo 1951
- Hvorfor skal vi lese? Den norske bokhandlerforening, Oslo 1953
- Skal norsk kultur avvikles?, J.W. Cappelens Forlag, Oslo 1963
- Norden og verden. J.W. Cappelens Forlag, Oslo 1963
- Stat og kultur. J.W. Cappelens Forlag, Oslo 1974. ISBN 82-02-03127-3
- Mot strømmen – artikler i utvalg. J.W. Cappelens Forlag, Oslo 1976. ISBN 82-02-03594-5
- Tegn i tiden – essays og kommentarer. (red. Arvid Brodersen), J.W. Cappelens Forlag, Oslo 1977. ISBN 82-02-03883-9
- Rop i ørkenen – essays og kommentarer. (red. Steinar Wiik), J.W. Cappelens Forlag, Oslo 1980. ISBN 82-02-04739-0
- Fra mitt fangetårn – essays og kommentarer. (red. Steinar Wiik), J.W. Cappelens Forlag, Oslo 1981. ISBN 82-02-09503-4
- Samlede essays og kommentarer. J.W. Cappelens Forlag, Oslo 1982. ISBN 82-02-09588-3